# Криниця «Холодна»
Криниця «Холодна» — гідрологічна пам'ятка природи місцевого значення. Об'єкт розташований на території Черкаського району Черкаської області, село Буда-Горобіївська.
Площа — 0,01 га, статус отриманий у 1998 році.